# Adaúfe
Adaúfe es una freguesia portuguesa perteneciente al municipio de Braga. Posee un área de 10,16 km² y una población total de 3 959 habitantes (2001). La densidad poblacional asciende a 389,7 hab/km².
- Datos: Q352732
- Multimedia: Adaúfe / Q352732